# 八王子市立中山小学校
八王子市立中山小学校（はちおうじしりつ なかやましょうがっこう）は、東京都八王子市中山にある公立小学校。

## 概要
地域運営学校として、地域の人々との関わりを深めた教育活動を年間を通して行う。
- 地域の特色を生かし、食育と関連させた米や野菜の栽培活動、ものづくり活動、ヤギの飼育活動などを通して、豊かな心を培う。
- 地域人材等を生かし、書道や陶芸など、様々な専門家をゲスト講師として招き、豊かな学習活動を展開する。
- 週1回の保護者・地域ボランティアによる読み語り活動や読書週間の活動を通して、読書に親しみ、考えを深める児童を育成する[1]。

### 学級規模
生徒数は1学年12名、2学年15名、3学年8名、4学年18名、5学年24名、6学年21名　合計98名である（2023年1月1日現在）。

### 小中一貫教育
中山中学校・高嶺小学校と教員の連携・協力を深めながら、義務教育9年間を見通した小中一貫教育を推進している。

## 沿革
学校要覧より。
- 1980年（昭和55年）4月 - 開校
- 2013年（平成25年）2月7日 - 東京都学校歯科保健優良校受賞[3]

## 通学区域
通学区域一覧・通学区域図（学校別） - 八王子市教育委員会

## 進学先中学校
- 八王子市立中山中学校

## 交通アクセス
- 京王線北野駅より徒歩35分
- バス 

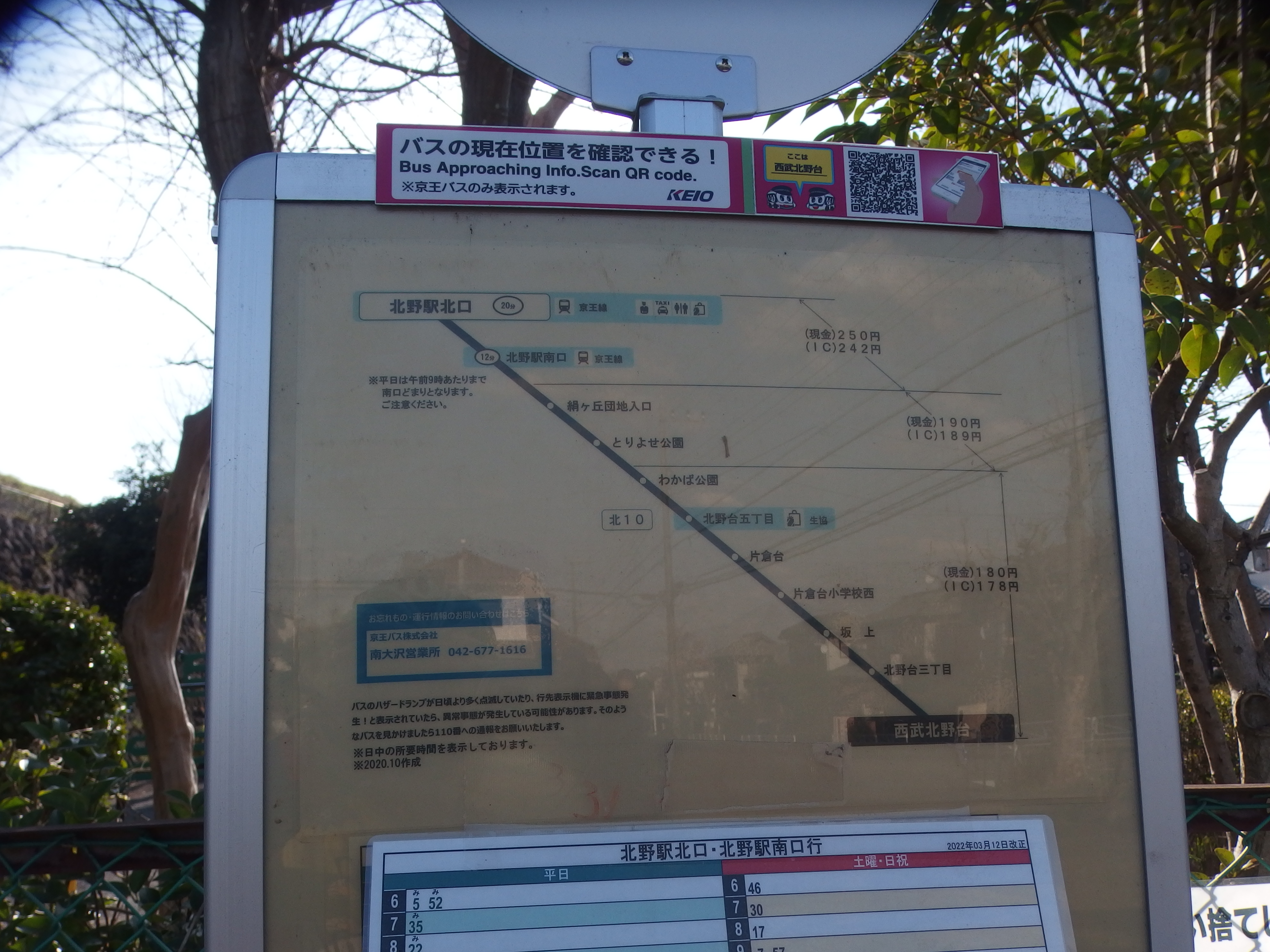

  - 京王線北野駅「北野駅北口」から、「西武北野台」行きに乗り終点の停留所から徒歩5分
  - 京王線北野駅「北野駅北口」から、「片倉台」・「八王子みなみ野駅」行きに乗り「公園前」下車徒歩15分
  - 横浜線八王子みなみ野駅 から、「北野駅北口」・「八王子駅南口」・「片倉台」行きに乗車、「公園前」停留所下車徒歩15分